# Jastrzębie Dziemiańskie
Jastrzębie Dziemiańskie is een plaats in het Poolse district  Kościerski, woiwodschap Pommeren. De plaats maakt deel uit van de gemeente Dziemiany en telt 35 inwoners.